# Генрі Абрагам
Генрі Джуліан Абрагам (англ. Henry Julian Abraham; 25 серпня 1921 — 26 лютого 2020) — американський дослідник судової системи і конституційного права. Першовідкривач в порівняльних судових дослідженнях. Заслужений професор Університету штату Вірджинія.

## Імміграція в США і військова служба
У 1937 році Абрагам іммігрував у США з Німеччини під час підйому нацистського режиму. Його батьки: Лізель Дрейфус Абрагам, Фред Абрагам і брат Отто послідували за ним в 1939 році. Родина оселилася у Піттсбурзі, штат Пенсильванія. Він служив під час Другої світової війни рядовим і офіцером військової розвідки США на службі в Західній і Центральній Європі. Він отримав дві Бойові зірки і Похвальну медаль. Коли війна закінчилася на території Європи, Абрагам, який вільно розмовляє німецькою, французькою та англійською мовами, служив у військовій частині, яка зібрала докази для використання в Нюрнберзькому процесі.

## Освіта
У 1948 році Абрагам закінчив коледж Кеньон в Огайо зі ступенем бакалавра з відзнакою в галузі політології, перший в своєму класі, з відзнакою. Учасник наукового товариства Phi Beta Kappa (ФВК). Отримав магістерський ступінь публічного права та управління в Колумбійському університеті в 1949 році, потім — ступінь доктора філософії політології університету штату Пенсільванія в 1952 році, де почав викладацьку кар'єру. Абрагам працював куратором Кеньонского коледжу протягом шести років (1987—1993 рр.)

## Кар'єра
Після служби в Університеті Пенсільванія Департаменту політичних наук протягом 23 років (1943—1972), Абрагам став головним професором кафедри державних та закордонних справ в Університеті Вірджинії в 1972 році. Стипендіат програми Фулбрайта Данії в Копенгагенському і Орхуському університетах, де він зіграв важливу роль в налагодженні першої кафедри політології. Читає лекції по всьому світу під заступництвом Інформаційного агентства США. Він пішов з викладання повного робочого дня в 1997 році, після майже півстолітньої роботи в аудиторії. Продовжує викладати протягом життя в Шарлотсвілі, штат Вірджинія.

## Відомі студенти
Під час викладацької кар'єри Абрагам вчив багатьох відомих у США особистостей в тому числі:
- сенатор Арлен Спектер;
- суддя Едуард Рой Беккер, США Третій окружний апеляційний суд;
- суддя Сьюзан Дж. Длотт, головний суддя окружного суду США в Огайо;
- суддя Джон Ролл, США окружний суд в Аризоні;
- суддя Чарльз Р. Вайнер, США окружний суд в Пенсільванії;
- суддя Марк С. Девіс, США окружний суд в Вірджинії;
- суддя Стефан Р. Андерхилл, США окружний суд в штаті Коннектикут;
- головний суддя Лерой Рантрі Хасселл, старший, Верховний суд Вірджинії;
- суддя Елізабет Б. Лейсі, Верховний суд Вірджинії;
- головний суддя Рут Макгрегор, Верховний суд Аризони;
- автор і професор Ларрі Дж. Сабато;
- автор і професор Барбара А. Перрі;
- автор і професор Девід A Ялоф;
- автор і професор Джон Дінан;
- автор і професор Вальтер Маркхем;
- Девід Браун, мер Шарлоттсвілля;
- адвокат Роберт Гельфман;
- адвокат Дж. Рубен Кларк;
- адвокат Пітер Додсон;
- адвокат Девід Гога;
- адвокат Стівен Фадем;
- автор і професор права Вінсент Мартін Бонвентр;
- автор і професор Станлі C Брабакер;
- автор і професор Гері Л. Макдауелл;
- автор і професор Вільям Коннеллі;
- автор і професор Джеймс Стааб;
- автор і професор Мері Квейт;
- автор і професор Роберт Квейт;
- автор і професор Девід Сінгранелл;
- автор і професор Ф. Грем Лі;
- автор і професор Джеймс J Меджі;
- автор і професор Брюс Аллен Мерфі;
- автор і професор Роберт Сіткофф;
- бізнесмен Віктор Барнетт;
- Ян Хорбалі, США Апеляційний суд федерального округу;
- автор Джон Алоизий Фаррелл,
- біограф Кларенс Дерроу;
- багато інших видатних суддів, професорів, письменників, лідерів бізнесу та адвокатів.

## Нагороди та почесні звання
У 1983 році Абрагам був нагороджений найпрестижнішою премією університету Вірджинії (премією Томаса Джефферсона), в 1993 році він отримав премію Першої вислуги Організованої секції по праву і судам американської асоціації політичної науки. Організація Daughters of the American Revolution (DAR) присудила йому їх щорічну премію за американізм в 2007 році. Нагороди за "видатні досягнення в галузі навчання студентів, " Університет Пенсільванії, 1959; Товариство «IMP», видатний внесок в громаду університету в 1978 році, Університет Вірджинії; Товариство «Z», заслужена премія факультету за 1978 рік, Університет Вірджинії; 1983 нагорода за вислугу, асоціація суспільствознавства, Вірджинія; 1986 заслужений професор університету Вірджинії. Ім'ям Генрі Абрагама було названо дві стипендії в Пенсільванському університеті.
У його честь, колишні студенти та колеги професора Абрагама проводять серії лекцій в Університеті Вірджинії з права в 1997 році під заступництвом Центру із захисту свободи слова Томаса Джефферсона.
Лекції Абрагама відвідували:
- Вільям Ренквіст — Голова Верховного суду США;
- суддя Дж. Харві Уілкінсон III, четвертий окружний апеляційний суд США;
- головний суддя Лерой Рантрі Хасселл, Верховний суд Вірджинії;
- генерал Вільям К. Сутер Клерк, Верховний суд США;
- декан і професор Джон Джеффріс, університет права Вірджинії;
- декан Кеннет Старр, факультет права в університеті Пеппердін;
- Теодор Олсон, адвокат з Gibson, Dunn & Crutcher;
- професор Лінда Гринхаус, Єльський університет;
- Джоан Біскупік, USA Today;
- Ян Кроуфорд Грінберг, ABC News;
- професор Тинсли Ярбро, Університет Східної Кароліни.

## Праці
Автор 13 книг (більшість в декількох виданнях) і більше 100 статей про Верховний суд США, призначення суддів, судові процеси, цивільні права і свободи в тому числі
- The Judicial Process: An Introductory Analysis of the Courts of the United States, England, and France, 7th ed.;
- Freedom and the Court: Civil Rights and Liberties in the United States, 8th ed., with Barbara A. Perry;
- Justices, Presidents, Senators: A History of U.S. Supreme Court Appointments from Washington to Bush II, 5th ed.,
- The Judiciary: The Supreme Court in the Governmental Process, 10th ed.